# Kambiz II.
Kambiz II. (staroperz. Kambūjia, perz. کمبوجیه) bio je perzijski veliki kralj koji je 530. pr. Kr. naslijedio svoga oca, Kira Velikog. Pripadao je iranskoj dinastiji Ahemenida koja je vladala Perzijom od 6. do 4. stoljeća pr. Kr. Kambiz je ostao zapamćen po širenju Perzijskog Carstva na Afriku, odnosno osvajanje Egipta. Godine 522. pr. Kr. naslijedio ga je uzurpator Gaumata kojeg je godinu kasnije s trona maknuo jedan od najslavnijih perzijskih kraljeva, Darije I. Veliki.

## Uvod
Kada je Kir Veliki osvojio Babilon i smijenio njihovog kralja Nabonida 539. pr. Kr., zadužio je svog najstarijeg sina Kambiza za babilonske religijske ceremonije. Naime, Babilonci su slavili festival Akitu i nedolazak vladara na festival se smatrao velikom uvredom, zbog čega je kralj Nabonid izgubio poštovanje kod Babilonaca jer na njega godinama nije dolazio. Na Kirovom cilindru koji proglašava Kira legitimnim kraljem Babilona spominje se i ime Kambiza II., koji se obraća vjernicima Marduka. Na zapisima koji datiraju iz prve godine vladavine, Kambiz se spominje i kao kralj Babilona. Kada je Kir umro 530. pr. Kr., Kambiz ga je naslijedio kao samostalni vladar Perzijskog Carstva. Posljednji zapisi iz doba njegove vladavine Babilonom datiraju iz ožujka 522. pr. Kr., dok Herodot (3.66) spominje kako je vladao sedam godina i pet mjeseci od Kirove smrti, odnosno do ljeta 523. pr. Kr.

## Obitelj
Svaki perzijski kralj trebao je osigurati potporu plemstva, u cilju čega su sklapani mnogi dinastijski brakovi. Herodot spominje kako se Kambiz oženio Phedimijom, kćeri Otana. Otan je možda bio brat Kasandane, koja je (također prema Herodotu) bila Kambizova majka, što bi značilo da se Kambiz oženio svojom rođakinjom. Herodot pak radi najmanje jednu grešku kada opisuje njegovo obiteljsko stablo jer naziva Otanovog oca Farnaspom umjesto Thukrom, što znači da postoji mogućnost pogreške.

## Darijevi natpisi u Behistunu

### Osvajanje Egipta
Nakon što je njegov otac Kir Veliki osvojio cijeli Bliski istok, bilo je prirodno da je Kir odluči proširiti Ahemenidsko Perzijsko Carstvo na Egipat koji je ostao jedina nezavisna država tog dijela svijeta. Prije pohoda ubio je brata Bardiju (Smerdisa), kojeg je Kir prethodno imenovao za poglavara istočnih provincija. Datum je naveo Darije, dok grčki autori spominju kako se ubojstvo dogodilo poslije osvajanja Egipta. Osvajanje Egipta počelo je 525. pr. Kr., kada je faraona Amazisa II. naslijedio Psamtik III.
Kambiz se za pustinjsku ekspediciju pripremio sklopivši savezništvo s arapskim poglavarima koji su perzijskoj vojsci dopremali prijeko potrebnu vodu. Egipatski faraon Amazis II. nadao se da će mu savezništo s Grcima pomoći da se odupre perzijskoj invaziji.
Ipak, faraonska nada je propala jer su se ciparski gradovi i tiranin Polikrat s otoka Samosa koji je posjedovao veliku mornaricu odlučili priključiti Perziji, dok je zapovjednik grčkih trupa Fan od Halikarnasa pristupio perzijskim trupama. U odlučujućoj bitci kod Peluzija egipatska vojska je poražena, a nedugo poslije osvojen je grad Memfis. Bitka je postala popularna po tome što su Perzijanci kao štitove koristili mačke koje su bile svete Egipćanima, pa su se predavali iz straha da ih ne ozlijede. Zarobljeni faraon Psamtik III. je pogubljen jer je pokušao podići ustanak. Egipatski zapisi govore kako je Kambiz službeno prihvatio faraonsku titulu.

### Pokušaj osvajanje južnog i zapadnog Egipta
Kambiz iz Egipta pokušava osvojiti Kuš, kraljevstvo koje se nalazi u današnjem Sudanu. Ipak, njegova vojska nije uspjela proći surovu pustinju pa se uz velike gubitke povukla. Prema nubijskim zapisima koji se čuvaju u današnjem muzeju u Berlinu, kralj Nastasen navodi kako je porazio vojsku Kambasutena i zaplijenio sve njegove brodove. Iako se smatralo kako je riječ o Kambizu (H. Schafer, Die Aethiopische Königsinschrift des Berliner Museums, 1901.), Nastasen je živio dva stoljeća kasnije pa je vjerojatnije kako se radi o Kabašu. Druga Kambizova ekspedicija protiv oaze Siwa (današnji Egipat uz granicu s Libijom) također je propala, a plan o napadu na Kartagu omela su odbijanja Feničana da im osiguraju transport, jer su Kartažane smatrali svojim dalekim rođacima.

## Smrt Kambiza
Za vrijeme Kambizovih pohoda u Africi, u srcu Perzije pojavio se čovjek koji je tvrdio kako je Bardija (Smerdis), iako je pravi Smerdis bio ubijen tri godine ranije. Radilo se o uzurpatoru Gaumati koji je želio zaposjesti na perzijski tron, što mu je i uspjelo jer su ga priznali za kralja.
Kambiz se pokušao obračunati s njim, no na putu u Pasargad je izgubio život. Prema Dariju, Kambiz je počinio samoubojstvo jer je smatrao kako nema šanse da se uspije vratiti na tron, dok grčki povjesničari Herodot i Ktezije navode kako je smrt bila nesretan slučaj. Alternativni izvori govore kako je Darije osobno ubio Kambiza što je trebao biti prvi korak u njegovoj borbi za perzijski tron.
Prema Herodotu, umro je u Ekbatani, Josip Flavije spominje Damask, a Ktezije Babilon, što je gotovo nemoguće. Kambiz je pokopan u Pasargadu; ostaci njegove grobnice pronađeni su 2006.

## Legenda o Kambizovoj izgubljenoj vojsci
Prema Herodotu, Kambiz je poslao vojsku na proročanstvo Amona kod oaze Siwa. Njegova vojska od 50.000 ljudi bila je na pola puta u pustinji gdje ih je zaskočila strašna pustinjska oluja koja ih je uništila i zakopala. Iako gotovo svi egiptologisti smatraju priču mitom, postoje određeni ljudi koji su tražili ostatke te vojske godinama. To uključuje i László Almásya, mađarskog vojnika i pustolova prema kojemu je 1992. napisana novela Engleski pacijent, te modernog geologa Tom Browna. Neki vjeruju kako su ostaci Kambizove vojske otkriveni prilikom nedavnih istraživanja fosilnih goriva na zapadu Egipta.
U studenom 2009. godine arheolozi Alfredo i Angelo Castiglioni objavili su kako su pronašli ostatke strijela, nakita i ljudskih kostiju stare oko 2500 godina, što znači kako datiraju iz ahemenidskog razdoblja. Njihov pronalazak objavio je Discovery Channel, u kojem talijanski istraživači tvrde kako nema sumnje kako se radi o Kambizovoj izgubljenoj vojsci.
Novela Izgubljena Kambizova vojska iz 2002. koju je napisao Paul Sussman opisuje antičku priču i arheološka istraživanja za ostacima vojske.

## Kronologija
- 539. pr. Kr. - Kir Veliki zadužuje svog najstarijeg sina Kambiza za religijske ceremonije u Babilonu.
- 530. pr. Kr. - nakon smrti njegova oca Kira Velikog, Kambiz II. postaje perzijskim carem.
- 525. pr. Kr. - u Egiptu je faraona Amazisa II. naslijedio Psamtik III.
- 525. pr. Kr. - u svibnju perzijske trupe napadaju i osvajaju Egipat; početak XXVII. faraonske dinastije
- 522. pr. Kr. - za vrijeme Kambizovih pohoda u Africi u srcu Perzije pojavio se čovjek koji je tvrdio kako je Kambizov brat Bardija (Smerdis), te zaposjeda na perzijski tron.
- 522. pr. Kr. - na povratku prema Perziji, Kambiz II. umire u nerazjašnjenim odnosno proturječnim okolnostima.

## Poveznice
- Ahemenidsko Carstvo
- Drevni Egipat
- Kir Veliki
- Bitka kod Peluzija
- Psamtik III.

| Prethodnik:                                                                              | Veliki kralj Perzije (530. - 522. pr. Kr.) ____________________ Faraon Egipta (525. - 522. pr. Kr.) | Nasljednik:                   |
| Kir Veliki (559. - 530. pr. Kr.) ____________________ Psamtik III. (526. - 525. pr. Kr.) | Veliki kralj Perzije (530. - 522. pr. Kr.) ____________________ Faraon Egipta (525. - 522. pr. Kr.) | Smerdis (522. - 522. pr. Kr.) |

## Vanjske poveznice
- Lendering, Jona. Kambiz  Arhivirana inačica izvorne stranice od 22. rujna 2008. (Wayback Machine) (članak na Liviusu).
- Ebers, Georg. Egipatska princeza 1864. Engleski prijevod od Eine ägyptische Königstochter s Project Gutenberga.
- Preston, Thomas. Kambiz  Arhivirana inačica izvorne stranice od 27. rujna 2011. (Wayback Machine)
- Kambiz II. (Iran Chamber)